# Bjørkøya
`

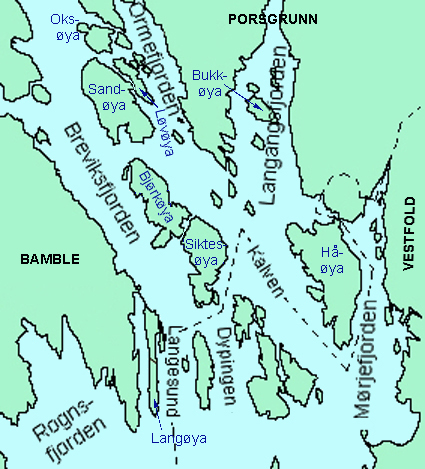
Grenlandsskärgården

Bjørkøya är en ö i Porsgrunn kommun, Telemark fylke i Norge. Ön ligger i Breviksfjorden.